# Iglesia ortodoxa rusa
La Iglesia ortodoxa rusa (en ruso: Русская православная церковь, Rússkaya pravoslávnaya tsérkov), es una de las Iglesias autocéfalas de la comunión ortodoxa. Es liderada por el patriarca de Moscú (Московский патриархат, Moskovskiy patriarjat), quien lleva el título de Patriarca de Moscú y toda Rusia.
La Iglesia ortodoxa rusa es la mayor de las Iglesias ortodoxas del mundo. Incluyendo todas las Iglesias autónomas bajo su supervisión, su número de seguidores es superior a los 150 millones en todo el mundo, cerca de la mitad de los 300 millones de fieles estimados de la Iglesia ortodoxa. Entre las Iglesias cristianas, la Iglesia ortodoxa rusa es la segunda tras la Iglesia católica en cuanto al número de seguidores. En Rusia, los resultados de una encuesta de 2007 por el VTsIOM indican que alrededor del 75% de la población se considera a sí mismos cristianos ortodoxos. Hasta el 65% de los rusos étnicos y un porcentaje similar de bielorrusos y ucranianos se identifican como "ortodoxos". Sin embargo, según una encuesta publicada por la revista eclesiástica Pravmir en diciembre de 2012, solo el 41% de la población rusa se identificaba con la Iglesia ortodoxa rusa. Pravmir también publicó una encuesta en 2012 por la organización Levada que indicaba que el 74% de los rusos se consideran ortodoxos. De acuerdo con cifras dadas a conocer el 2 de febrero de 2010, la Iglesia cuenta con 160 diócesis, incluyendo 30 142 parroquias atendidas por 207 obispos, 28 434 sacerdotes y 3 625 diáconos. Hay 788 monasterios, incluyendo 386 para hombres y 402 para mujeres.
No se debe confundir con la Iglesia ortodoxa en América (OCA), parte autónoma de la Iglesia ortodoxa rusa que tiene su existencia en Norteamérica desde la época de los misioneros ortodoxos rusos en Alaska en el siglo XVIII y el asentamiento ruso en Fort Ross, en la costa del Pacífico en California en el siglo XIX. La iglesia ortodoxa rusa más antigua de los cuarenta y ocho estados, establecida en 1857, es la Catedral de la Santísima Trinidad en San Francisco. Después de la Revolución rusa, en 1920, la Iglesia ortodoxa rusa en América comenzó a funcionar de hecho como una Iglesia autocéfala y alcanzó, de jure, estatus de autocéfala en 1970.
La Iglesia ortodoxa rusa tampoco debe confundirse con la Iglesia ortodoxa rusa fuera de Rusia (también conocida como la Iglesia ortodoxa rusa en el Extranjero), con sede en Nueva York. Fue instituida en 1920 por las comunidades rusas fuera de la entonces Rusia comunista, que se negó a reconocer la autoridad del Patriarcado de Moscú, dirigido por el Metropolitano Sergio I de Moscú (Stragorodski). Las dos Iglesias se reconciliaron el 17 de mayo de 2007 y la Iglesia ortodoxa rusa fuera de Rusia es ahora una parte autónoma de la Iglesia ortodoxa rusa.

## Historia

### Desde la introducción del cristianismo hasta la Revolución rusa
El cristianismo penetró en la Rus de Kiev, según el relato de Néstor el Cronista, desde el siglo I, siendo San Andrés el primer evangelizador del país. San Andrés recorrió la región situada al norte del mar Negro, llegando hasta el río Dniéper, lugar donde se encuentra la ciudad de Kiev, la actual capital de Ucrania.
En el siglo IV existían varias diócesis en la Rusia meridional. La expansión definitiva del cristianismo por todo el país tuvo lugar en el siglo IX, cuando los pueblos de la Rus de Kiev iniciaron relaciones con las autoridades de Constantinopla. Además en esta fecha comenzó el comercio entre el pueblo Rus y los griegos.

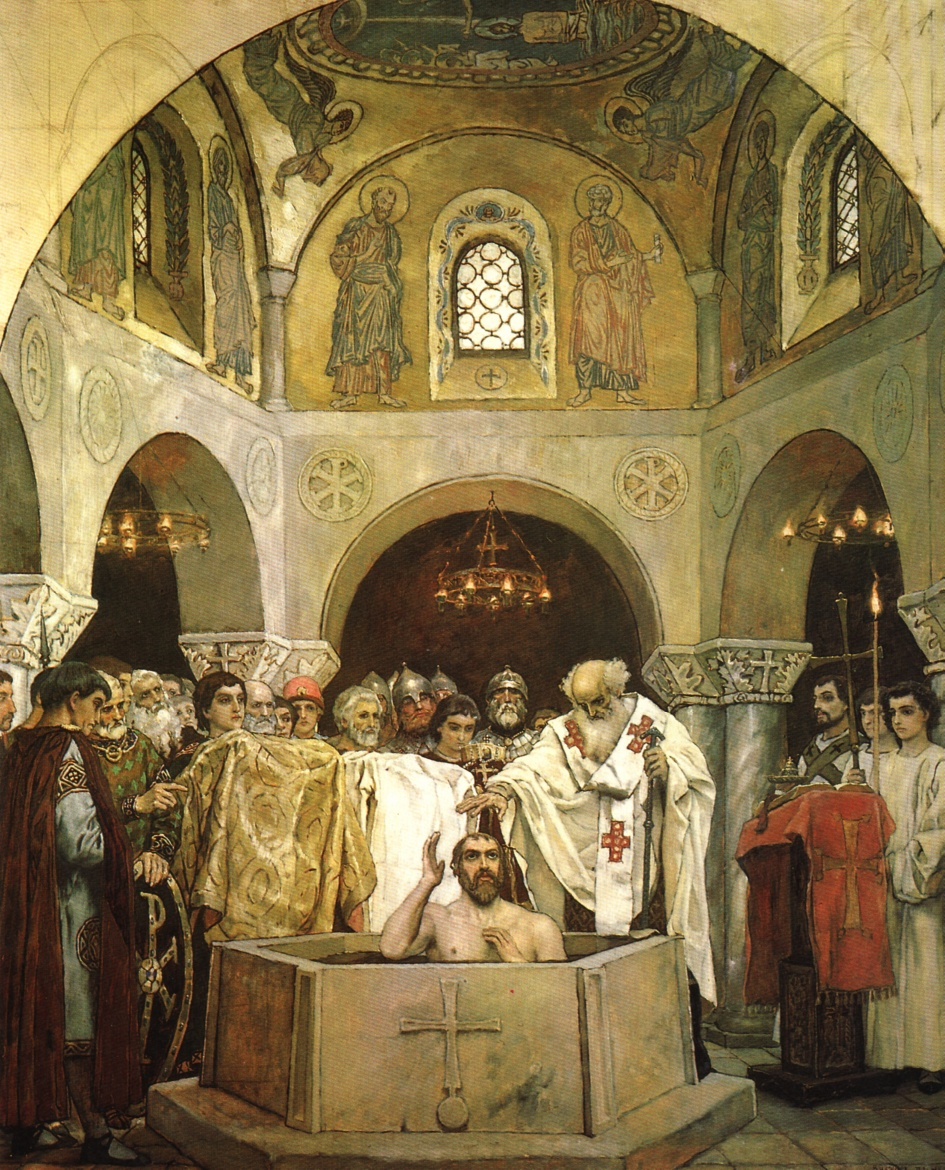
Bautizo del príncipe Vladímir I de Kiev, por Víktor Vasnetsov, 1885-1893.

Fue en el año 988 que Vladimiro I de Kiev, al contraer matrimonio con la hermana del emperador Basilio II, se bautizó, adoptando oficialmente la confesión religiosa del Imperio bizantino como religión estatal para el reino de Rus de Kiev. El bautismo tuvo lugar en Quersoneso (Táurica, actual Crimea). En 1988, la Iglesia ortodoxa rusa celebró su milenario.

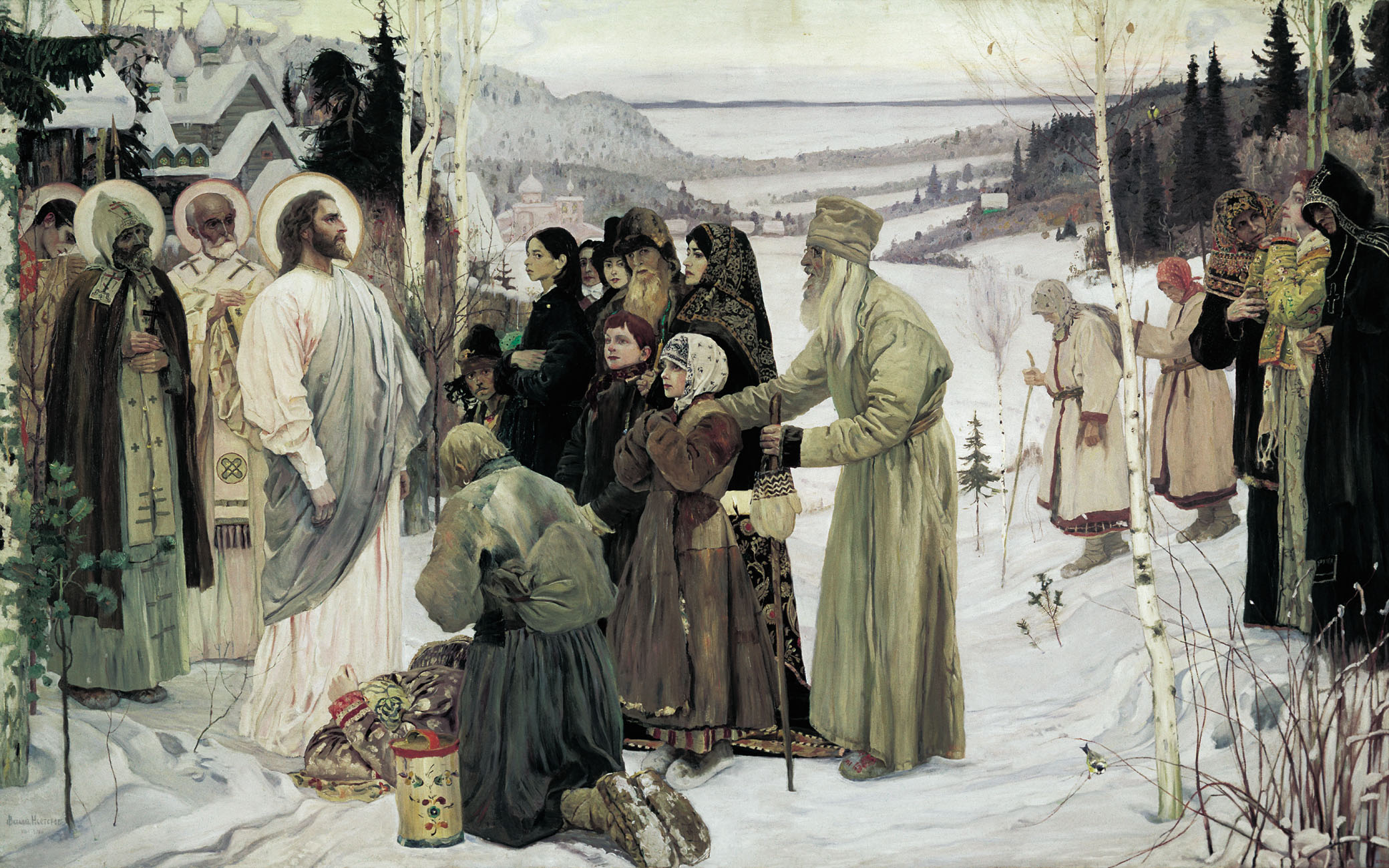
La Santa Rus, por Mijaíl Nésterov, 1901-1905.

La Iglesia ortodoxa rusa en sus inicios era una metrópolis del Patriarcado ecuménico de Constantinopla. Los metropolitanos o metropolitas de la ciudad de Kiev, capital de la Rus de Kiev en aquel tiempo, recibían su consagración del Patriarca Ecuménico; todos ellos eran griegos. El primer metropolita eslavo nombrado para la Rus de Kiev fue Hilarión de Kiev (1051).
A consecuencia de la invasión mongola de la Rus de Kiev, el metropolita Máximo de Kiev se trasladó de Kiev a Vladímir, capital del Principado de Vladímir-Súzdal, en 1299. En 1325, Iván I trasladó al metropolita Pedro de Kiev desde Vladímir a Moscú, capital del Principado de Moscú. Ambos ostentaron el título de "Metropolita de Kiev y toda Rus".

#### Autoproclamación de la autocefalía
El 15 de diciembre de 1448, por indicación de Basilio II de Moscú y nombrado por el Consejo de obispos del Principado de Moscú, el obispo Jonás de Moscú fue instalado como Metropolita de Kiev y toda Rus sin el consentimiento del Patriarca de Constantinopla. Este hecho significó la autoproclamación de la autocefalía por la Iglesia ortodoxa rusa, produciéndose solo cinco años antes de la caída de Constantinopla en 1453.
El metropolita Jonás de Moscú fue el último en ostentar el título de "Metropolita de Kiev y toda Rus". A partir de su fallecimiento en 1461, Teodosio de Moscú (Theodosius, Metropolitan of Moscow) fue el primero en ostentar el título de "Metropolita de Moscú y toda Rus" (véase Anexo:Patriarcas de Moscú).
El metropolita Isidoro de Kiev, nombrado en 1437 Metropolita de Kiev y toda Rus por el Patriarca de Constantinopla José II, fue sucedido en 1458 por Gregorio el Búlgaro (Gregory the Bulgarian) quien ostentaría el nuevo título de Metropolita de Kiev, Hálych y toda Rus.
Durante el siglo XIV, la Iglesia ortodoxa tuvo un papel capital en la supervivencia de la nación rusa. Destacadas figuras, como Sergio de Rádonezh o el metropolita Alejo de Moscú, ayudaron al país a soportar los años de la opresión mongola y a crecer tanto espiritual como económicamente.

#### Establecimiento del Patriarcado y cisma
Durante el reinado del zar Teodoro I, su cuñado Borís Godunov contactó con el Patriarca Ecuménico Jeremías II de Constantinopla (Jeremias II of Constantinople), quien "estaba mucho más avergonzado por falta de fondos", con el fin de establecer la autocefalía de la Iglesia ortodoxa rusa. Como resultado de los esfuerzos de Godunov, el Metropolita Job de Moscú (Patriarch Job of Moscow) se convirtió en 1589 en el primer Patriarca de Moscú y toda Rus, reconociendo el Patriarcado de Constantinopla la autocefalía de la Iglesia ortodoxa rusa.
En 1686, la Iglesia ortodoxa rusa anexionó la Iglesia ortodoxa ucraniana eludiendo las normas canónicas vinculantes, según el actual Patriarca de Constantinopla, Bartolomé I.
Durante el siglo XVII tuvo lugar un acontecimiento trascendental para la historia y cultura de Rusia: un cisma en la Iglesia ortodoxa rusa. En 1652, el patriarca Nikon reformó la liturgia y ritos de la Iglesia ortodoxa rusa para adecuarlos a la Iglesia ortodoxa griega contemporánea. Esta reforma supuso también una subordinación mayor del estamento eclesiástico al Estado, lo que impulsó una fuerte y tenaz resistencia por la parte del pueblo que fue más tarde denominada Viejos creyentes, autores del cisma religioso.

#### Supresión del Patriarcado por Pedro el Grande
Desde los tiempos de Pedro el Grande hasta Nicolás II, tras la supresión de la institución del Patriarcado por Pedro, la Iglesia ortodoxa rusa fue administrada por el Santísimo Sínodo Gobernante bajo la estricta supervisión de la administración del Imperio ruso. A pesar de este manejo secular de la Iglesia, en el siglo XIX hubo un fuerte resurgimiento teológico, de la espiritualidad y de la vida monástica en toda Rusia.
En 1914, antes de la Gran Guerra y la Revolución de Octubre de 1917, la Iglesia ortodoxa rusa reunía al 70% de los habitantes del Imperio ruso. Unos 150 obispos, 113 000 sacerdotes y diáconos y 95 000 monjes y monjas regentaban 84 500 iglesias y capillas, 1025 monasterios y conventos y casi 41 000 escuelas parroquiales.

### Época soviética
Después de la Revolución bolchevique de 1917, aproximadamente un millón de rusos tuvieron que marchar al exilio, disgregándose en varios países. Aún más tuvieron que huir de Rusia después de la derrota del Ejército Blanco (pro-zarista) en su intento por destruir al nuevo régimen, junto a ellos debieron abandonar el país numerosos clérigos. En 1917, el gobierno soviético, en aras de la separación de la Iglesia del Estado, suprimió el Santo Sínodo Gobernante y restituyo la institución del Patriarcado.
Tras su designación, el Patriarca Tijon decide otorgar autonomía tanto a la clerecía exiliada como a las misiones ortodoxas rusas situadas fuera de sus fronteras, esto hasta que se estabilizara políticamente el país.
La situación cambió con la muerte del Patriarca Tijon y con la coronación del Patriarca Sergio I de Moscú. En efecto, este primado a nombre del Patriarcado de Moscú y toda Rusia, decidió en 1927 proclamar su lealtad al gobierno soviético y llamar a la Iglesia exiliada a colaborar con el nuevo orden político. Esta declaratoria de lealtad al régimen soviético tuvo por consecuencia que el clero en el destierro decidiera desconocer la autoridad del Patriarca Sergio haciéndose extensiva en lo futuro a todos los Patriarcas de Moscú, hasta la retractación de la declaración de lealtad), provocando un cisma en la ortodoxia de ese país eslavo.

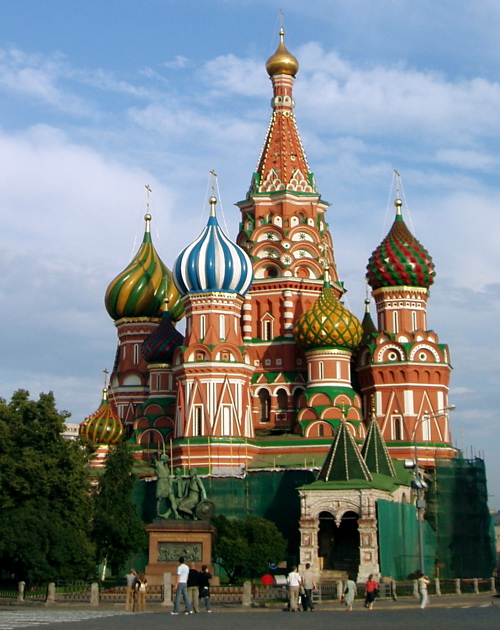
Catedral de San Basilio, templo ortodoxo ruso declarado Patrimonio de la Humanidad por la UNESCO.

La persecución religiosa en la Unión Soviética tomó formas diferentes en períodos diferentes; virtualmente, todos los teólogos y demás líderes de la Iglesia ortodoxa rusa fueron deportados durante la década de 1920 o ejecutados en la década de 1930. Para dar una idea cabal de la situación vivida por esta Iglesia, basta mencionar que, entre 1917 y 1937, fueron detenidos 136 000 clérigos de los cuales 95 000 fueron asesinados. (Véase Religión en la Unión Soviética)
En el período comprendido entre 1917 y 1939 de 80 a 85% de los clérigos de la época prerrevolucionaria desaparecieron. Los templos como la Catedral de San Basilio y las catedrales del Kremlin de Moscú fueron convertidos en museos. Algunos fueron demolidos como la Catedral de Cristo Salvador (erigida en el siglo XIX en señal de gratitud por la victoria sobre Napoleón) y la Catedral de Nuestra Señora de Kazán, del siglo XVII.
Las cosas mejorarían un poco durante el transcurso de la Segunda Guerra Mundial: en efecto, la invasión alemana del 22 de junio de 1941 hizo que el gobierno soviético "olvidara" por un tiempo el ateísmo del Partido Comunista de la Unión Soviética, PCUS, cancelando la propaganda atea. Stalin autorizó a los obispos y sacerdotes a bendecir en ceremonias públicas las banderas de los regimientos que partían al frente; para que ellos sirvieran como capellanes en las Fuerzas Armadas y les administraran los sacramentos a los combatientes. Los templos fueron reabiertos. Muchos obispos y sacerdotes fueron liberados de los gulágs. El 4 de septiembre de 1943 hubo una reunión de Stalin con los metropolitas Serguéi Starogorodski, Alexéi Simanski y Nikolái Yarushévich en el Kremlin para restablecer el Santo Sínodo de Moscú y el patriarcado; la Iglesia colaboró con el gobierno soviético haciendo colectas de dinero para la fabricación de armas, tanques, cañones, etcétera. Muchos clérigos combatieron contra el enemigo.
Toda esta situación duró hasta la muerte de Stalin, ya que su sucesor Nikita Jrushchov comenzó nuevamente a intensificar la persecución. Sin embargo, el 29 de abril de 1988 hubo una reunión de metropolitas con Mijaíl Gorbachov, en el Kremlin, para celebrar a inicios de junio de ese año el milenario de la cristianización de la Rus de Kiev.

### Época postsoviética

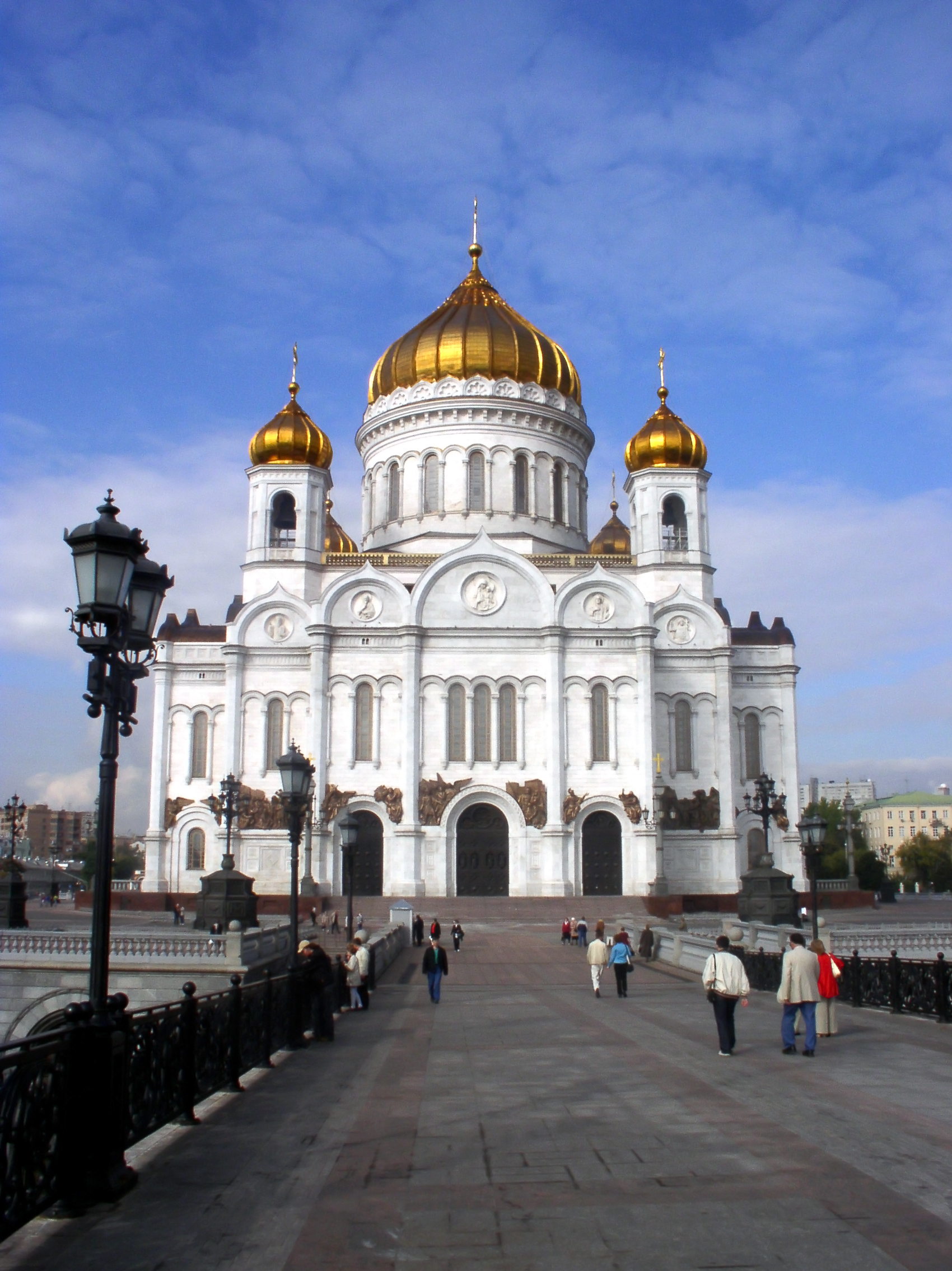
La Catedral de Cristo Salvador de Moscú, el más grande de los templos ortodoxos.

Las conversaciones para la reunificación comenzaron tan pronto se desintegró la Unión Soviética el 25 de diciembre de 1991 y terminaron el jueves 17 de mayo de 2007 con la firma del "Acta de comunión canónica" entre el Patriarca Alejo II (Patriarcado de Moscú y toda Rusia) y el Metropolitano Laurus (Iglesia rusa en el exilio). Este histórico evento contó con la presencia del presidente ruso Vladímir Putin y otras destacadas personalidades de ese país, poniendo fin a casi 90 años de cisma. La firma tuvo lugar en la Catedral de Cristo Salvador en Moscú reconstruida en 1994 durante el mandato del presidente Borís Yeltsin y en la cual se dieron sus exequias, al morir el 23 de abril de 2007.
Según esta Acta, el Patriarcado de Moscú reconoce la autonomía de la Iglesia ortodoxa rusa en el exterior (ROCOR) en asuntos pastorales, administrativos, patrimoniales, pero en unidad canónica con toda la Iglesia ortodoxa rusa. Para efectos prácticos, la ROCOR elegirá a su primer Metropolitano de acuerdo a su propio reglamento, pero esa elección deberá ser ratificada por Su Santidad y el Santo Sínodo del Patriarcado de Moscú.
Por lo que es quien gobierna, Rusia.
Otra cosa interesante es la participación de la Iglesia en los funerales de Borís Yeltsin en 2007, siendo la primera vez que ésta participa en un funeral de Estado desde la muerte del zar Alejandro III en 1894, algo que no sucedió durante la existencia de la extinta Unión Soviética.
En 2007, la Iglesia ortodoxa rusa se organizaba en 142 diócesis con casi 28 000 parroquias (13 000 fuera de Rusia). El clero lo componen unos 30 000 sacerdotes (presbíteros y diáconos) y seminaristas. El clero regular se agrupa en torno a unos 732 monasterios (350 masculinos y 382 femeninos) que acogen a unos 10 000 monjes y monjas. La formación del clero, y de los creyentes, se lleva a cabo en 39 seminarios, 44 preseminarios, 2 institutos teológicos, 6 academias eclesiásticas y 2 universidades ortodoxas.
En diciembre de 2008, el número de diócesis se elevó a 157, incluyendo 203 obispos y 30 670 clérigos. Comparado con el año anterior, el número de escuelas dominicales pasó de 10 141 a 11 051 y el de parroquias de 27 942 a 29 268. Las ermitas son 65. Los monasterios alcanzan 804, incluyendo 142 monasterios masculinos y 153 femeninos en los países pertenecientes a la Comunidad de Estados Independientes y 3 masculinos y 3 femeninos en otros países. Además, existen actualmente 25 monasterios estauropégicos (con directa subordinación al Patriarca de Moscú). El número de escuelas teológicas de la Iglesia ortodoxa rusa llega a 87. La Iglesia ortodoxa rusa fuera de Rusia tiene 16 monasterios masculinos y 9 femeninos.
El 20 de agosto de 2024, la Verjovna Rada de Ucrania prohibió la Iglesia ortodoxa rusa.  Las organizaciones religiosas ucranianas afiliadas a la Iglesia ortodoxa rusa serían prohibidas durante nueve meses a partir de la fecha en la que el Servicio Estatal de Ucrania para la Etnopolítica y la Libertad de Conciencia emita la orden; si dicha organización religiosa no rompe sus relaciones con la Iglesia ortodoxa rusa de conformidad con el derecho canónico ortodoxo. Esta prohibición no se extendería al cristianismo ortodoxo en general, al contrario de lo que algunas afirmaciones en redes sociales aseguraron. La Iglesia ortodoxa ucraniana preside el mayor grupo religioso del país.

## Estructura y organización
La estructura moderna de la Iglesia Ortodoxa Rusa (Patriarcado de Moscú), el procedimiento para la formación de sus órganos de gobierno central y local, sus poderes estándeterminados por la Carta de la Iglesia Ortodoxa Rusa , adoptada por el Consejo de Obispos el 16 de agosto de 2000 con enmiendas aprobadas en el Consejo de Obispos en los años posteriores. Al igual que las demás iglesias ortodoxas, el gobierno de la Iglesia Ortodoxa Rusa es episcopal, es decir, que divide su territorio en diócesis (llamadas eparquías) encabezadas por un obispo (eparca); las diócesis a su vez se dividen en parroquias. La Diócesis Urbana de Moscú es también la sede del Patriarca de Moscú y todas las Rusias, para junio de 2012, había 261 eparquías en todo el mundo.
Algunas eparquías se organizan en exarcados (como Bielorrusia ) y desde 2003, en distritos metropolitanos (como Kazajistán y Asia Central). Así mismo, en algunos países de la extinta Unión Soviétiva cuenta con algunas iglesias internas con distintos grados de autonomía, pero que a nivel legal son iglesias separadas.
El nivel más alto de autoridad en la Iglesia ortodoxa rusa es ejercido por el Consejo Local (Поместный собор, Pomestny sobor), que comprende a todos los obispos, así como representantes de los clérigos y laicos. Otro órgano de poder es del Consejo Episcopal (Архиерейский собор, Arjiyeréiski sobor). En los períodos comprendidos entre los Consejos de las más altas facultades administrativas son ejercidas por el Santo Sínodo de la Iglesia Ortodoxa Rusa, que incluye siete miembros permanentes y está presidida por el Patriarca de Moscú y toda Rusia, Primado del Patriarcado de Moscú.

### Patriarca

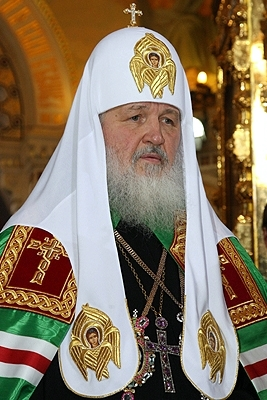
Cirilo es el actual patriarca de Moscú y todas las Rusias.

El rango de patriarca es vitalicio. Sólo un obispo de la Iglesia Ortodoxa Rusa que tenga al menos 40 años de edad y tenga una educación teológica superior y suficiente experiencia en la administración diocesana puede ser candidato para la elección del patriarca; la cuestión de la ciudadanía (ciudadanía) no está estipulada en la Carta de la Iglesia. El derecho de juicio eclesiástico sobre el patriarca, así como la decisión de deponerlo, pertenece al Consejo de Obispos. En caso de muerte del patriarca o de imposibilidad de cumplir sus funciones (jubilación, estar bajo la jurisdicción de la iglesia, etc.), el Santo Sínodo, presidido por el miembro permanente más antiguo del Santo Sínodo por consagración, elige inmediatamente de entre sus miembros permanentes un locum tenens al trono patriarcal . El procedimiento para elegir un locum tenens es establecido por el Santo Sínodo.
Como obispo gobernante de la Diócesis Urbana de Moscú, el patriarca tiene importantes poderes generales administrativos eclesiásticos: junto con el Santo Sínodo, convoca Consejos de Obispos y reuniones del Santo Sínodo, en casos excepcionales -Consejos locales-, presidirlos. Es responsable de la ejecución de las decisiones de los Concilios y del Santo Sínodo; emite decretos sobre la elección y el nombramiento de obispos diocesanos, jefes de instituciones sinodales, obispos vicarios, rectores de escuelas teológicas y otros funcionarios designados por el Santo Sínodo; otorga a los obispos títulos establecidos y los más altos honores eclesiásticos; premia a clérigos y laicos con premios eclesiásticos ; aprueba la concesión de títulos académicos.
El Patriarcado de Moscú, es una institución de la Iglesia Ortodoxa Rusa, que une las estructuras dirigidas directamente por el patriarca. El patriarca es el archimandrita del monasterio de la Trinidad y San Sergio, así como una serie de otros monasterios que tienen el estatus de estauropégico. En cuanto a las relaciones exteriores, el patriarca “se comunica con los primados de las Iglesias ortodoxas en cumplimiento de las decisiones de los concilios o del Santo Sínodo, así como en su propio nombre. Representa también a la Iglesia Ortodoxa Rusa en las relaciones con los más altos órganos del poder y la administración del Estado.
Desde el 1 de febrero de 2009, el primado de la Iglesia es el Patriarca Cirilo de Moscú y todas las Rusias, elegido para el trono patriarcal el 27 de enero del mismo año en el Consejo Local de la Iglesia Ortodoxa Rusa . Desde el 6 de diciembre de 2008 hasta su elección como patriarca, fue el locum tenens del trono patriarcal.

### Santo Sínodo
El Santo Sínodo de la Iglesia Ortodoxa Rusa consta de un presidente, el Patriarca (o locum tenens); nueve miembros permanentes y cinco temporales, obispos diocesanos. Los siguientes jerarcas son miembros permanentes del Santo Sínodo (por departamento o cargo):
- Metropolitano de Kiev y Toda Ucrania.
- Metropolitano de Minsk y Zaslavl, Exarca patriarcal de toda Bielorrusia.
- Metropolitano de San Petersburgo y Ladoga.
- Metropolitano de Krutitsy y Kolomna.
- Metropolitano de Chisináu y de toda Moldavia.
- Metropolitano de Astaná y Kazajistán.
- Metropolitano de Asia Central.
- El Presidente del Departamento de Relaciones Eclesiásticas Externas-
- El gerente de asuntos del Patriarcado de Moscú.

En 2011, el Metropolitano de Astaná y Kazajistán y el Metropolitano de Asia Central fueron incluidos entre los miembros permanentes del Sínodo. Los miembros temporales son llamados a sesiones semestrales de entre los obispos diocesanos en orden de prioridad. Por regla general, las sesiones del Sínodo son cerradas. Los asuntos en consideración se deciden por votación general, por mayoría de votos. No se permite la abstención al votar.
El 26 de junio de 2008, el Consejo de Obispos aprobó el “Reglamento sobre el Tribunal Eclesiástico de la Iglesia Ortodoxa Rusa”  y los cambios propuestos a la Carta de la Iglesia Ortodoxa Rusa, según los cuales el sistema judicial de la Iglesia Ortodoxa Rusa incluye 3 instancias: tribunales diocesanos, el tribunal eclesiástico general y el tribunal del Consejo Episcopal, así como instancias eclesiásticas judiciales superiores de la Iglesia Ortodoxa Rusa en el Extranjero e iglesias autónomas.
Las áreas específicas de los asuntos generales de la iglesia están a cargo de las instituciones sinodales , las cuales son creadas o abolidas por decisión de los Consejos Locales o Episcopales por el Santo Sínodo. La institución sinodal más grande es el Departamento de Relaciones Eclesiásticas Externas , que desempeña un papel de liderazgo en todos los contactos del Patriarcado tanto en el extranjero como dentro de la Federación Rusa . Según el Capítulo XIV de la Carta de la Iglesia Ortodoxa Rusa, "la máxima autoridad eclesiástica ejerce su jurisdicción" sobre las "instituciones eclesiásticas en el lejano extranjero" a través del Departamento de Relaciones Eclesiásticas Externas. Desde el 31 de marzo de 2009 también existe una Secretaría (desde el 26 de julio de 2010 una oficina) del Patriarcado de Moscú para las Instituciones en el Extranjero, "para ayudar al Patriarca de Moscú y de Toda Rusia en la implementación del cuidado canónico, archipastoral, administrativo, financiero y económico de las instituciones extranjeras de la Iglesia Ortodoxa Rusa".

### Estructura
Las jurisdicciones autónomas de la Iglesia Ortodoxa Rusa (desde febrero de 2011) e iglesias autónomas, exarcados, distritos metropolitanos, diócesis, instituciones sinodales, decanatos, parroquias, monasterios, cofradías, hermandades, instituciones educativas religiosas, oficinas de representación que constituyen canónicamente el Patriarcado de Moscú son:
- Dos iglesias autónomas: la Iglesia Ortodoxa Japonesa y la Iglesia Ortodoxa China (esta última dejó de existir a fines de la década de 1960).
- Una iglesia con autogobierno, con derechos de amplia autonomía: la Iglesia Ortodoxa Ucraniana.
- Cuatro iglesias con autogobierno: la Iglesia Ortodoxa de Moldavia, la Iglesia Ortodoxa Letona, la Iglesia Ortodoxa de Estonia y la Iglesia Ortodoxa Rusa Fuera de Rusia.
- Cuatro exarcados: la Iglesia Ortodoxa Bielorrusa, el Exarcado Patriarcal del Sudeste Asiático, el Exarcado Patriarcal de Europa Occidental y el Exarcado Patriarcal de África.
- Dos distritos metropolitanos: Distrito Metropolitano de Kazajistán (Iglesia Ortodoxa de Kazajistán), Distrito Metropolitano de Asia Central (Iglesia Ortodoxa de Asia Central).
- Una archidiócesis con un estatus especial: la Archidiócesis de Europa Occidental para las parroquias de la tradición rusa.

Y una iglesia con autocefalía no reconocida por el Patriarcado Ecuménico, que la considera parte de la Iglesia Rusa:
- Iglesia Ortodoxa en América